# Agutí (patró)

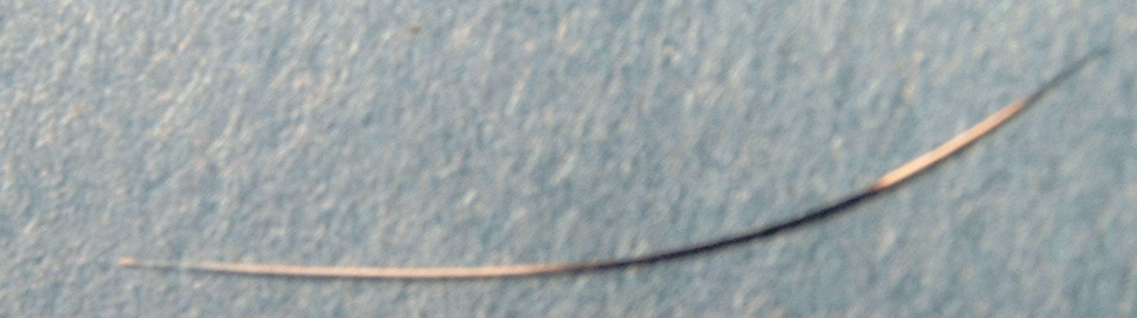
Pèl de gat amb patró agutí

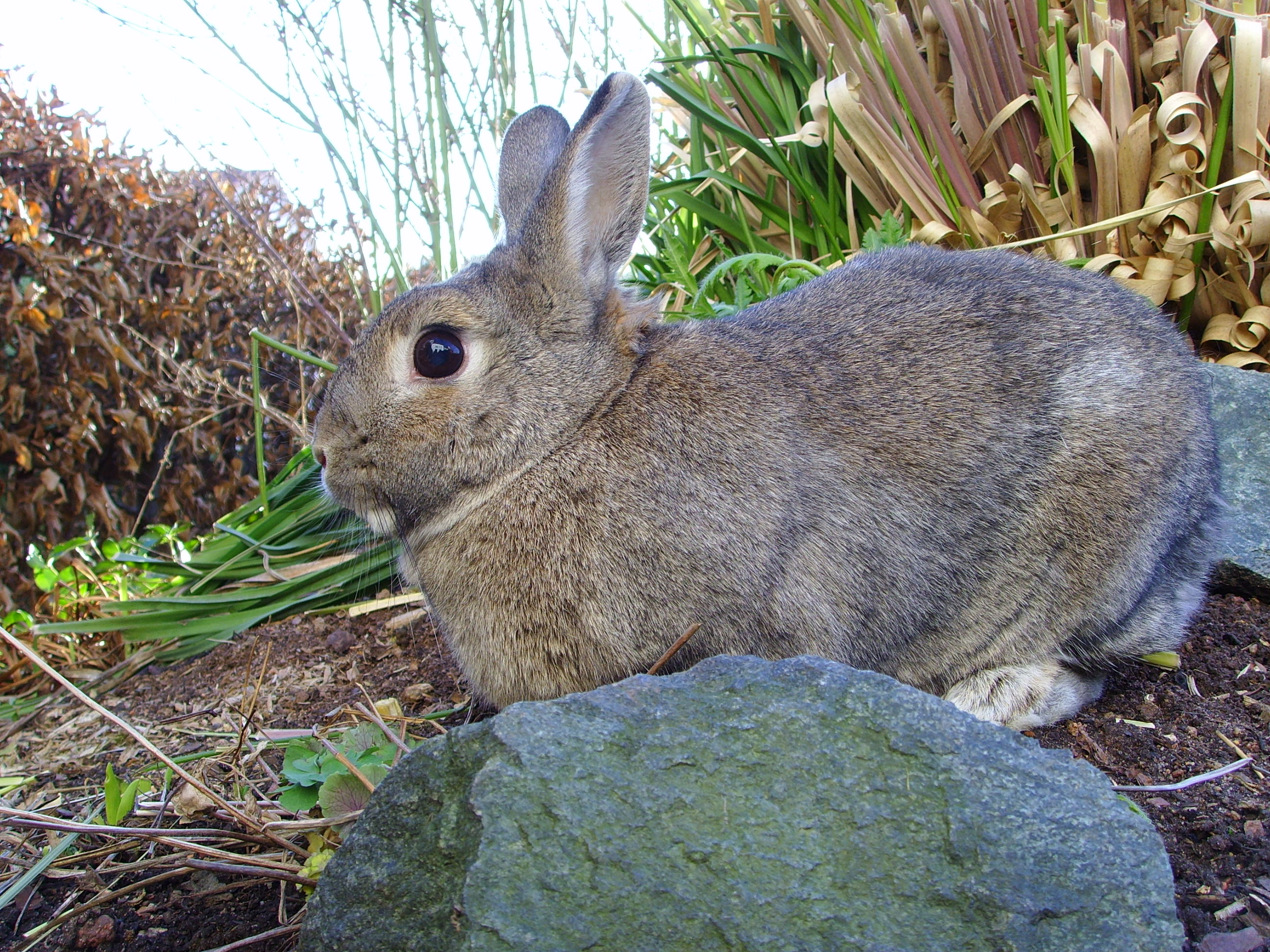
Conill domèstic de color agutí

L'agutí és un patró de color del pelatge en el qual cada pèl presenta diverses bandes de pigmentació. El seu aspecte global sol ser de color gris o marró mat, encara que també pot ser groc pàl·lid. El pelatge agutí es caracteritza per tenir pèls de diferents colors, a banda de les altres marques que hi pugui haver, tot i que pot aparèixer en combinació amb altres marques, com ara taques o ratlles. Aquest efecte es produeix perquè cada pèl té una porció diferent visible, de manera que el pelatge global sembla multicolor malgrat que, en realitat, tots els pèls tenen una gamma de colors semblant.
El pelatge agutí és el tipus salvatge de molts mamífers domèstics, així com de nombrosos cànids salvatges, els conills salvatges i l'agutí, l'animal del qual ve el nom d'aquest patró.